# Гимнокалициум Сальо
Гимнокалициум Сальо (лат. Gymnocalycium saglionis) — кактус из рода Гимнокалициум.

## Биологическое описание

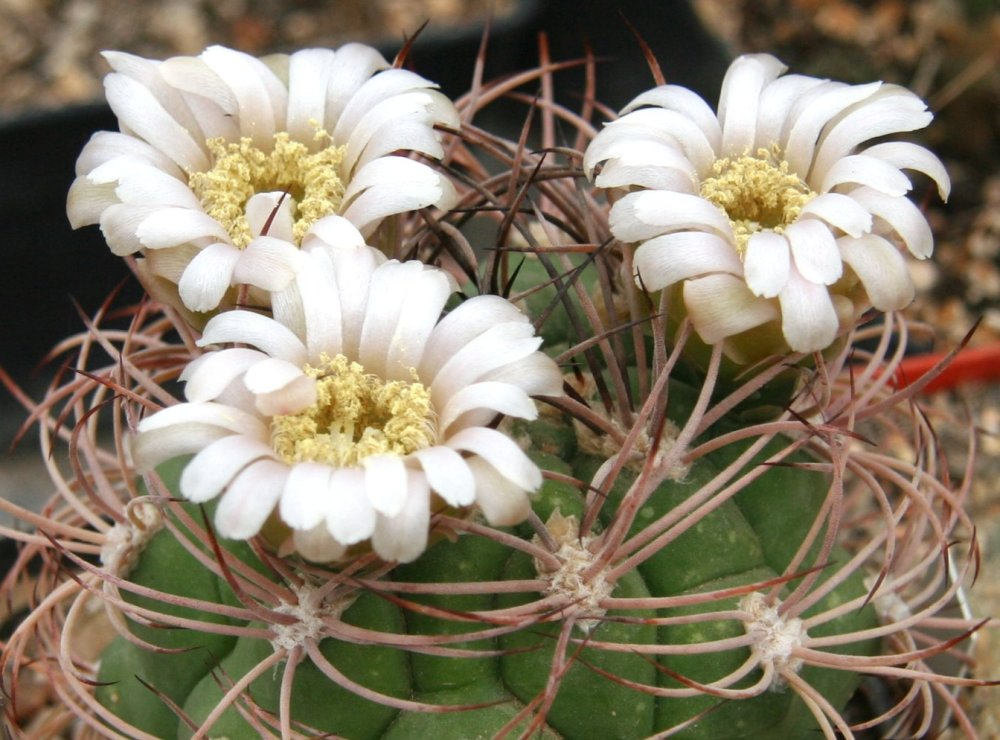
Цветущий гимнокалициум Сальо

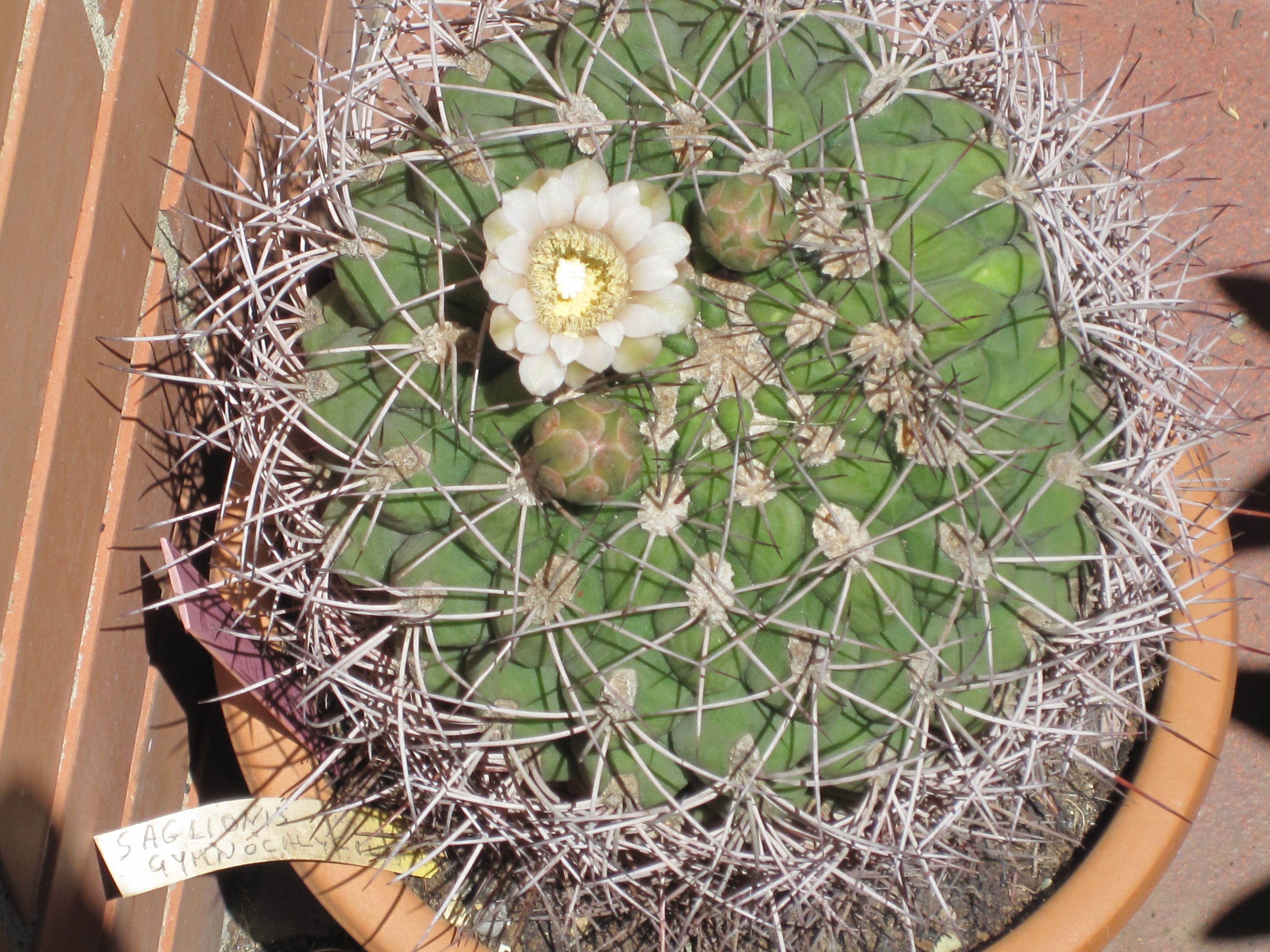
Gymnocalycium saglionis

Крупный шаровидный, серовато-зелёный стебель достигает в размере до 30 см, не даёт боковых побегов. Некоторые взрослые экземпляры начинают вытягиваться. Плоские рёбра в количестве от 13 до 22 состоят из приплюснутых массивных бугорков. Из больших, густо опушенных ареол растут колючки различной длины, обычно наклоненные к стеблю.
Радиальные колючки дуговидно изогнуты, имеют цвет от желтоватых и красно-коричневых до почти чёрных. Длина радиальных колючек 4 см. Количество колючек с возрастом меняется в сторону большего числа: от 8—10 до 15 и более. После сбрызгивания колючки становятся тёмно-красными.
Цветок очень широк у основания: до 4 см в момент полного раскрытия и почти без цветоносной трубки, производит очень много пыльцы. Цветки от белых до розовых.

## Распространение
Этот вид встречается на обширной территории в Северно-Западной Аргентине, где обитает на каменистой почве среди низкорослой растительности. Ареал данного вида очень широк, поэтому вид очень разнообразен.

## Синонимы
- Echinocactus saglionis
- Brachycalycium tilcarense
- Echinocactus hybogonus